# Sand-Sommerwurz
Die Sand-Sommerwurz (Orobanche arenaria), auch Sand-Würger genannt, ist eine Pflanzenart aus der Gattung der Sommerwurzen (Orobanche) in der Familie der Sommerwurzgewächse (Orobanchaceae).

## Beschreibung

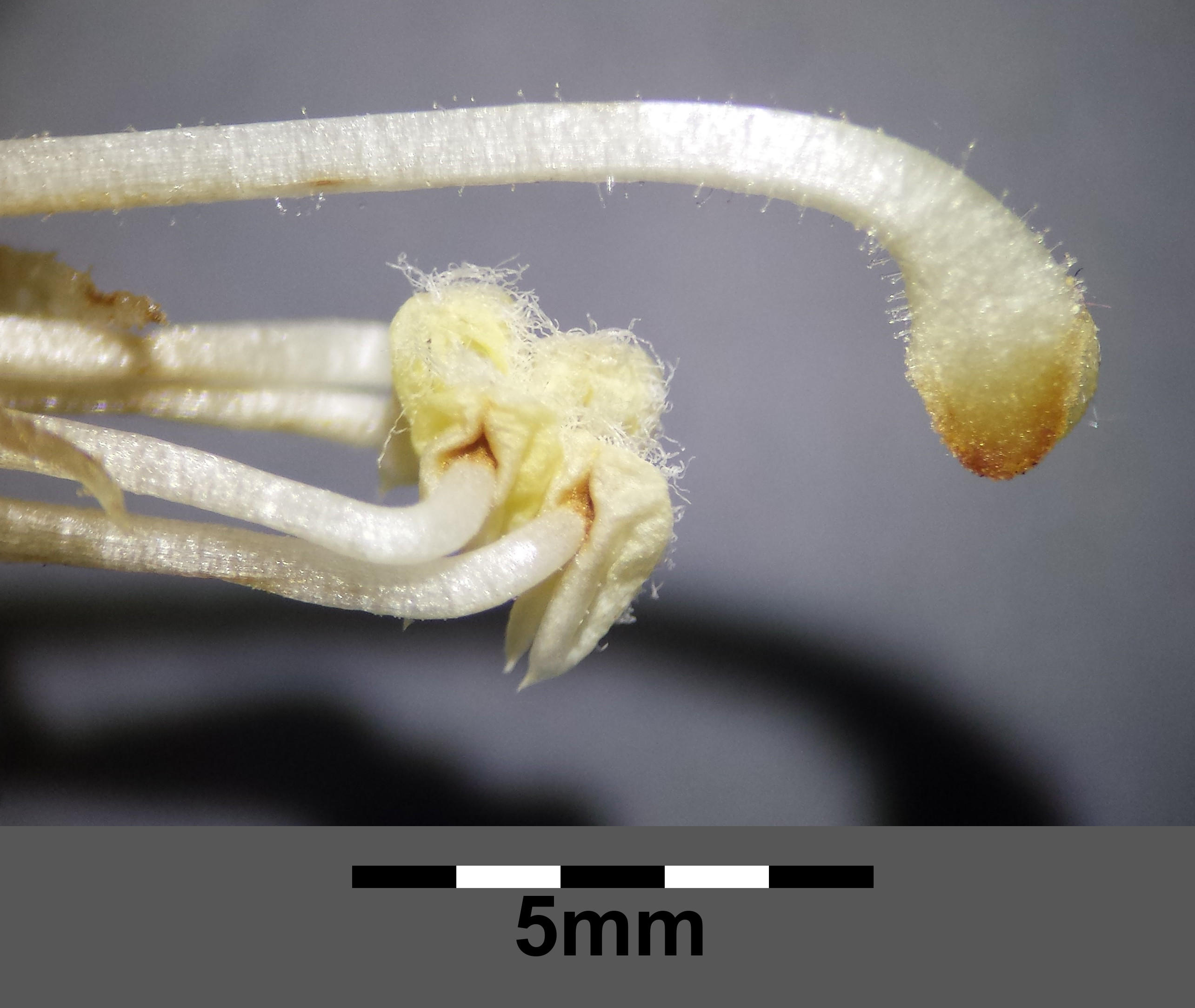
Griffel mit weißlicher Narbe und Staubfäden mit Antheren

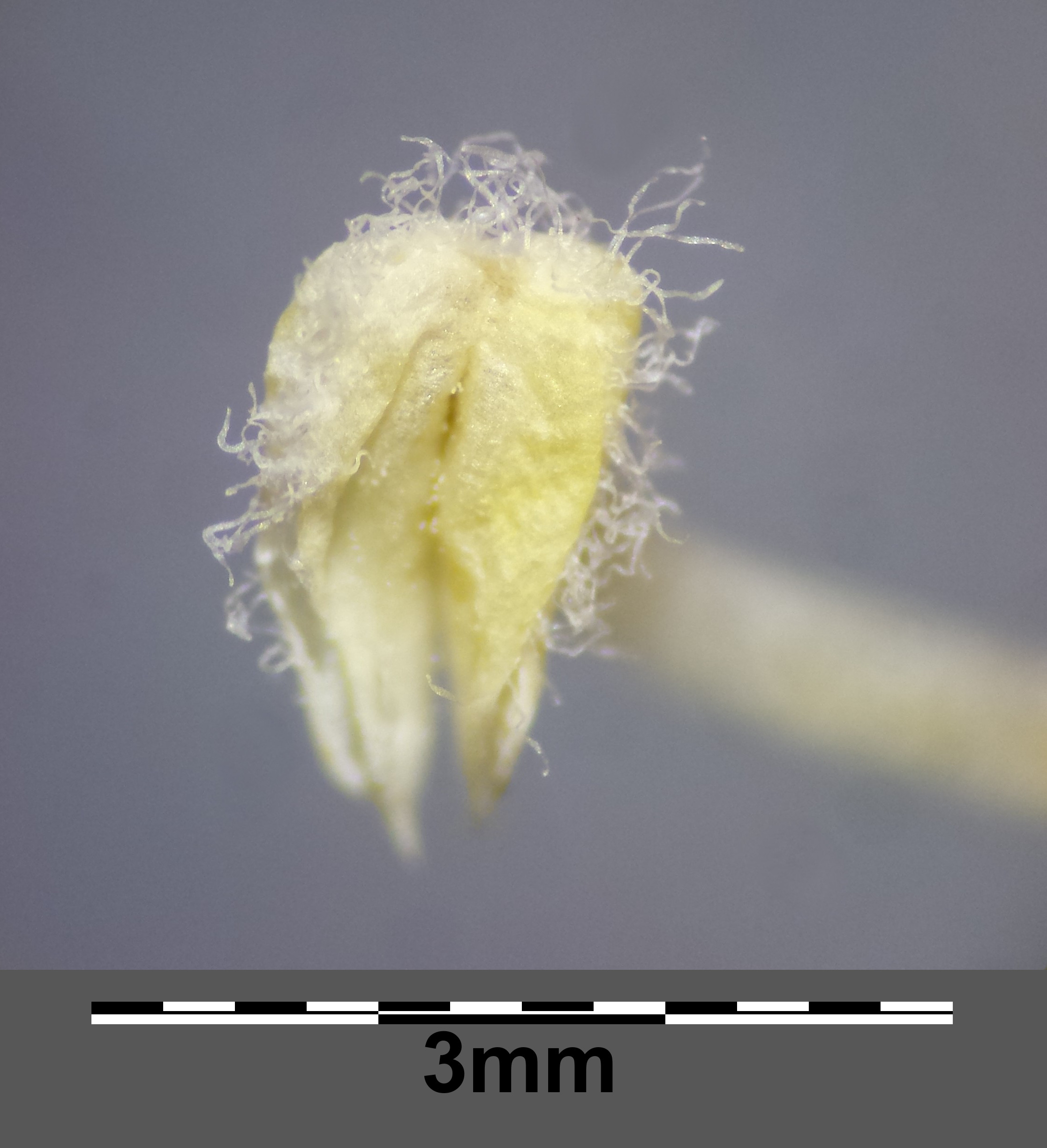
Die Anthere ist dicht weißwollig behaart.

Die Sand-Sommerwurz ist eine mehrjährige krautige Pflanze. Sie ist ein chlorophyllfreier Wurzelparasit.
Die Sand-Sommerwurz erreicht Wuchshöhen von 15 bis 40 Zentimetern. Ihr stark beschuppter Stängel ist meist einfach und drüsig behaart.
15 bis 40 Blüten stehen dicht in einem 20 bis 30 Millimeter langen, traubigen Blütenstand zusammen. Die zwittrigen Blüten sind zygomorph mit doppelter Blütenhülle. Der Kelch ist glockig, vierzähnig, umgeben von drei Hochblättern (ein Deckblatt und zwei Vorblätter). Die Kronblätter sind hell violettblau. Die Staubbeutel sind wollig und lang behaart und die Narbe ist weißlich.
Die Chromosomenzahl beträgt 2n = 24.

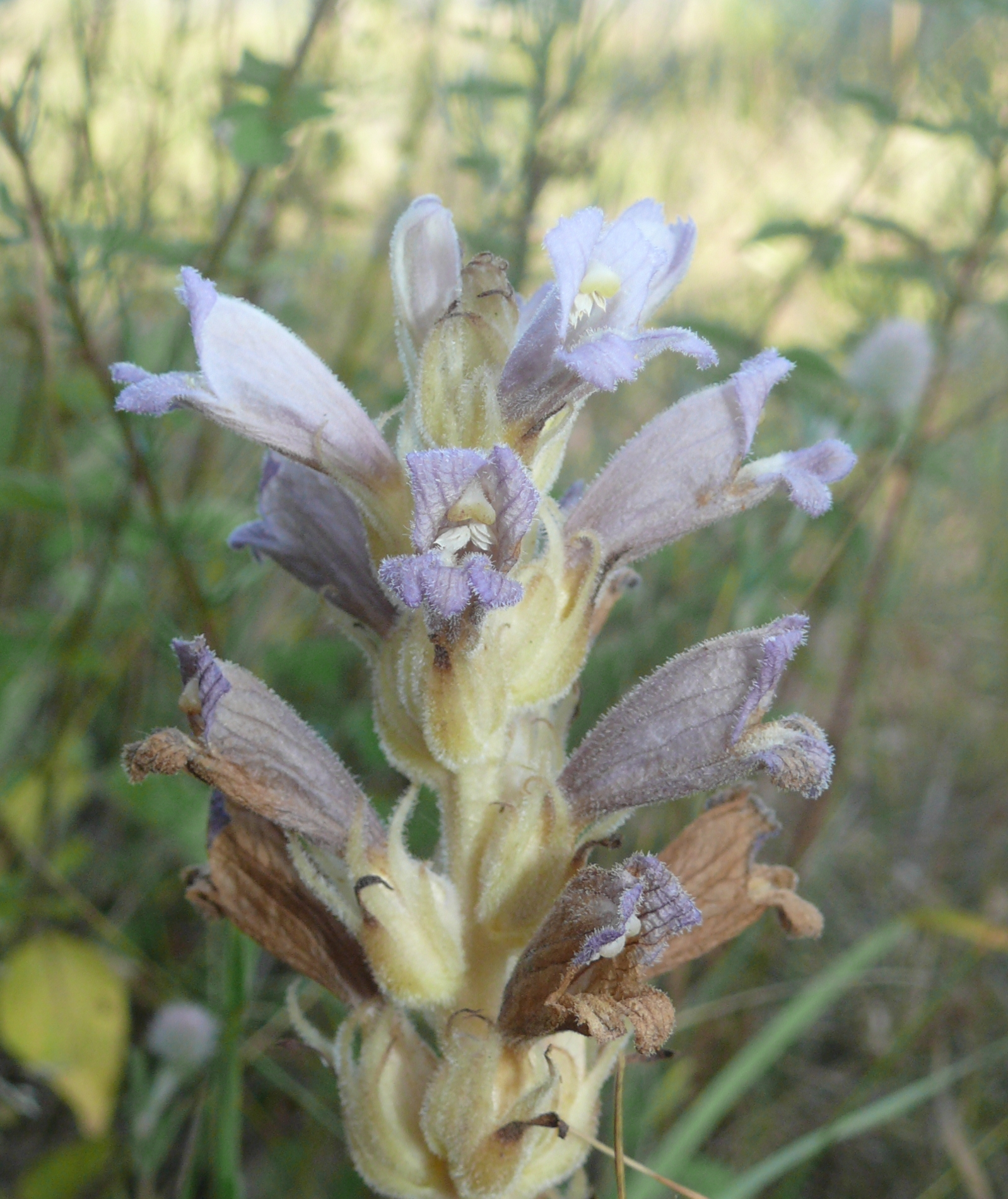
Blütenstand mit zygmorphen Blüten

## Ökologie
Die Sand-Sommerwurz ist ein mehrjähriger, vermutlich nur einmal blühender Geophyt und ein Vollschmarotzer ohne Blattgrün. Die Sand-Sommerwurz entzieht ihrer Wirtspflanze Wasser, Mineralstoffe und organische Substanzen, so dass diese in ihrer Entwicklung zurückbleibt und nicht zur Blüte kommt.
Die Sand-Sommerwurz bildet Blüten aus, die von Bienen und Hummeln bestäubt werden. In jeder Fruchtkapsel bilden sich dann Tausende von sehr kleinen und leichten Samen, die mit dem Wind verbreitet werden. Zur Keimung brauchen die Samen wieder Kontakt mit den Wurzeln einer Wirtspflanze. Um das zu erreichen, geben sie chemische Reizstoffe ab.

## Vorkommen und Gefährdung
Das Verbreitungsgebiet der Sand-Sommerwurz erstreckt sich von der Atlantikküste Portugals im Westen über Spanien, Süd- und Mittelfrankreich, Norditalien bis zum Kaukasus, Ural und Aralsee im Osten; im Nordosten reicht es bis etwa 54° nördlicher Breite und im Süden von Nordafrika bis Vorderasien (Irak, Iran).
Die Sand-Sommerwurz ist in Mitteleuropa selten. Man findet sie in Mitteleuropa in Kalk- und Sandmagerrasen, auf warmen, trockenen, basenreichen, lockeren Sand- und Lößböden. Sie schmarotzt auf Feld-Beifuß (Artemisia campestris) und seltener auf Gewöhnlichem Beifuß (Artemisia vulgaris). Sie kommt in Mitteleuropa vor in Pflanzengesellschaften der Klassen Sedo-Scleranthetea und Festuco-Brometea.

### Gefährdung
In Deutschland kam die Sand-Sommerwurz außer in Schleswig-Holstein (mit Hamburg), Niedersachsen (mit Bremen) und dem Saarland früher in allen Bundesländern vor. In Nordrhein-Westfalen, Berlin und Sachsen ist diese Art „ausgestorben“. Vom „Aussterben bedroht“ (Rote-Liste-Kategorie 1) ist die Sommerwurz in Mecklenburg-Vorpommern, Brandenburg und Sachsen-Anhalt; in allen übrigen Bundesländern ist sie „stark bedroht“ (RL 2).